# Cyphon palustris
Cyphon palustris is een keversoort uit de familie moerasweekschilden (Scirtidae). De wetenschappelijke naam van de soort werd in 1855 gepubliceerd door Carl Gustaf Thomson.